# Oben am jungen Rhein
Oben am jungen Rhein (in italiano: "In alto lungo il giovane Reno") è l'inno nazionale del Liechtenstein.

## Storia
Il testo venne scritto nel 1850 da Jakob Josef Jauch (1802-1859). La melodia è la stessa dell'inno britannico God Save the King. L'ascesa al trono dei principi elettori tedeschi di Hannover fece sì che l'inno britannico del 1745 divenisse tale per tutta la Confederazione Germanica, e quindi anche per il Liechtenstein, che appunto nel 1850 lo munì di un testo. Dopo la creazione dell'Impero tedesco nel 1870, il Liechtenstein si staccò dalla vecchia confederazione, ma mantenne l'inno. Nel 1920 lo ha riconfermato come inno nazionale. 
Fino al 1963 la prima strofa recitava "Oben am deutschen Rhein", ovvero "In alto lungo il Reno tedesco"; in quell'anno i riferimenti alla Germania nel testo furono eliminati.
È costume, al suono del verso "Hoch leb' der Fürst vom Land" ("Viva il principe del Paese"), di levare in alto il braccio destro. Poiché questo gesto ricorda il saluto nazista, molti al giorno d'oggi evitano di farlo.

## Versione ufficiale in lingua tedesca
Oben am jungen Rhein
Lehnet sich Liechtenstein
An Alpenhöh'n.
Dies liebe Heimatland,
Das teure Vaterland,
Hat Gottes weise Hand
Für uns erseh'n.
Hoch lebe Liechtenstein
Blühend am jungen Rhein,
Glücklich und treu.
Hoch leb' der Fürst vom Land,
Hoch unser Vaterland,
Durch Bruderliebe-Band
Vereint und frei.

## Traduzione
In alto lungo il giovane Reno
si stende il Liechtenstein
sulle alture alpine.
Questa amata terra di casa,
la cara patria,
è stata eletta per noi
dalla saggia mano di Dio.
Viva il Liechtenstein
fiorente lungo il giovane Reno,
felice e fedele.
Viva il Principe del Paese,
viva la nostra patria,
libera e unita
da legami di amore fraterno.